# Trichiolaus leucoceros
Trichiolaus leucoceros är en fjärilsart som beskrevs av Charles Oberthür 1916. Trichiolaus leucoceros ingår i släktet Trichiolaus och familjen juvelvingar. Inga underarter finns listade i Catalogue of Life.